# Fényes Anna
Érendrédi és csokalyi Fényes Anna (Nagyvárad, 1899. január 6. – Cleveland, Ohio, USA, 1985. szeptember 9.) magyar színésznő.

## Életútja
Fényes Endre és Abonyi Ilona leánya. Mint műkedvelő-gyermek már ötéves korában fellépett, 1908. március 28-án Budapestre ment és itt a Király Színházban a Jánoskában szerepet kapott (május 7-én). A szereplés sikerült és 135-ször játszott egyfolytában. A Táncos huszárok c. Szirmai-operettben 1910. február 13-án délutáni előadásban játszott először. A sikereken felbuzdulva, a Magyar Színházban is szerepelt, akkor már ünnepelt csodagyermek volt. Itt a Kis lordban tűnt fel, majd a Vízözönben a Szívkirályt játszotta, az Apja lányában a főszerepet, stb. Filmekben is szerepelt. 1916-ban báró Uray Jánoshoz ment feleségül és lelépett a pályáról. 1927. január 4-én Budapesten házasságot kötött Prónay József földbirtokossal, akitől 1936-ban elvált. 1936. április 30-án Budapesten Rajniss Ferenc országgyűlési képviselőhöz ment feleségül. 1948-ban George Milovanovich-csal kötött házasságot.

## Fontosabb színházi szerepei
- Jánoska (Jacobi V.)
- Stanley (Jones: Gésák)
- Lili (Földes I.: Grün Lili)